# Concours complet d'équitation individuel aux Jeux olympiques d'été de 2012
Navigation
Pékin 2008 Rio de Janeiro 2016
L'épreuve du concours complet des Jeux olympiques d'été 2012 de Londres se déroulera au Greenwich Park, du 28 au 31 juillet 2012.

## Règlement
Le concours complet consiste à enchaîner 3 épreuves :
- un premier test de dressage
- le cross qui se déroule sur un parcours de 6,270 km, à effectuer à 570 mètres par minute, en franchissant 40 obstacles fixes.
- deux parcours de saut d'obstacles

## Format de la compétition
Après le premier parcours de saut d'obstacles, les 25 meilleurs cavaliers participent au deuxième parcours.
Pour déterminer les médailles, les scores des trois épreuves sont additionnés.

## Programme
Tous les temps correspondent à l'UTC+1
| Date                     | Horaire | Manche                                                        |
| ------------------------ | ------- | ------------------------------------------------------------- |
| Samedi 28 juillet 2012   | 10 h 00 | Dressage                                                      |
| Dimanche 29 juillet 2012 | 10 h 00 | Dressage                                                      |
| Lundi 30 juillet 2012    | 12 h 30 | Cross-country                                                 |
| Mardi 31 juillet 2012    | 10 h 30 | Qualification (saut d'obstacles) et finale (saut d'obstacles) |

## Résultats

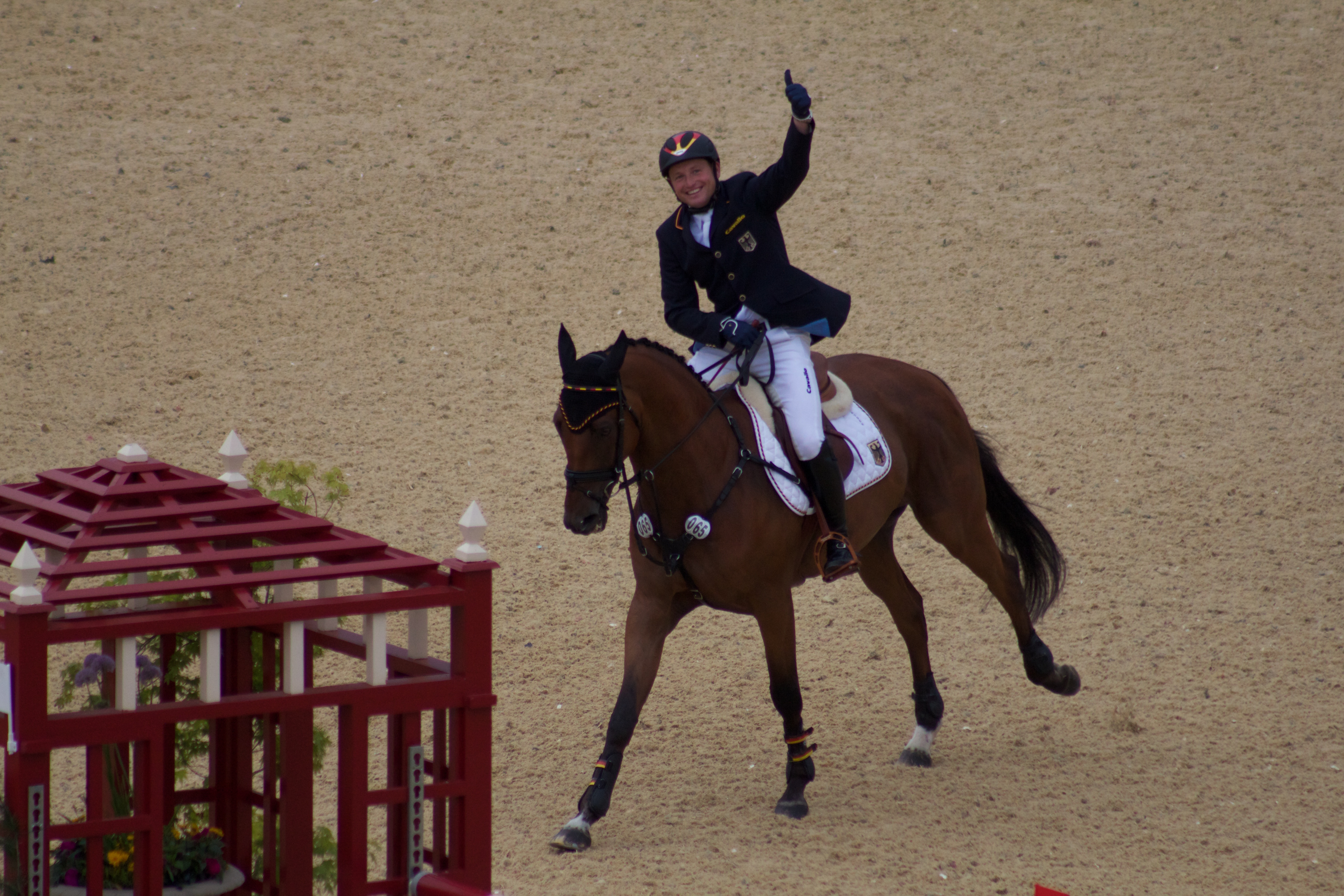
Le champion olympique Michael Jung sur Sam après l'épreuve de saut d'obstacles.

| Classement                          | Cavalier                | Cheval                    | Pays             | Dressage | Cross-country | Saut d'obstacles | Total  | Finale | Total |
| ----------------------------------- | ----------------------- | ------------------------- | ---------------- | -------- | ------------- | ---------------- | ------ | ------ | ----- |
| Médaille d'or, Jeux olympiques      | Michael Jung            | Sam                       | Allemagne        | 40.60    | 0.00          | 0.00             | 40.60  | 0.00   | 40.60 |
| Médaille d'argent, Jeux olympiques  | Sara Algotsson Ostholt  | Wega                      | Suède            | 39.30    | 0.00          | 0.00             | 39.30  | 4.00   | 43.30 |
| Médaille de bronze, Jeux olympiques | Sandra Auffarth         | Opgun Louvo               | Allemagne        | 40.00    | 4.80          | 0.00             | 44.80  | 0.00   | 44.80 |
| 4                                   | Andrew Nicholson        | Nereo                     | Nouvelle-Zélande | 45.00    | 0.00          | 0.00             | 45.00  | 4.00   | 49.00 |
| 5                                   | Mary King               | Imperial Cavalier         | Grande-Bretagne  | 40.90    | 1.20          | 0.00             | 42.10  | 8.00   | 50.10 |
| 6                                   | Kristina Cook           | Miners Frolic             | Grande-Bretagne  | 42.00    | 0.00          | 1.00             | 43.00  | 8.00   | 51.00 |
| 7                                   | Aoife Clark             | Master Crusoe             | Irlande          | 48.90    | 3.60          | 0.00             | 52.50  | 0.00   | 52.50 |
| 8                                   | Zara Phillips           | High Kingdom              | Grande-Bretagne  | 46.10    | 0.00          | 7.00             | 53.10  | 0.00   | 53.10 |
| 9                                   | Karen O'Connor          | Mr Medicott               | États-Unis       | 48.20    | 5.60          | 5.60             | 53.80  | 0.00   | 53.80 |
| 10                                  | Jonathan Paget          | Clifton Promise           | Nouvelle-Zélande | 44.10    | 4.80          | 8.80             | 52.90  | 1.00   | 53.90 |
| 11                                  | Vittoria Panizzoni      | Borough Pennyz            | Italie           | 53.50    | 0.00          | 1.00             | 54.50  | 0.00   | 54.50 |
| 12                                  | Mark Todd               | Campino                   | Nouvelle-Zélande | 39.10    | 0.40          | 7.00             | 46.50  | 8.00   | 54.50 |
| 13                                  | Andrew Hoy              | Rutherglen                | Australie        | 41.70    | 7.60          | 8.00             | 57.30  | 0.00   | 57.30 |
| 14                                  | Joseph Murphy           | Electric Cruise           | Irlande          | 55.60    | 4.80          | 0.00             | 60.40  | 0.00   | 60.40 |
| 15                                  | Karin Donckers          | Gazelle de la Brasserie   | Belgique         | 40.00    | 11.60         | 4.00             | 55.60  | 6.00   | 61.60 |
| 16                                  | Christopher Burton      | HP Leilani                | Australie        | 46.10    | 0.00          | 4.00             | 50.10  | 12.00  | 62.10 |
| 17                                  | Nicolas Touzaint        | Hildago de L'Ile          | France           | 47.60    | 7.60          | 5.00             | 57.20  | 7.00   | 64.20 |
| 18                                  | Niklas Lindbäck         | Mister Pooh               | Suède            | 45.20    | 2.80          | 9.00             | 57.00  | 11.00  | 68.00 |
| 19                                  | Stefano Brecciaroli     | Apollo WD Wendi Kurt Hoev | Italie           | 38.50    | 11.60         | 11.00            | 61.10  | 8.00   | 69.10 |
| 20                                  | Ludvig Svennerstål      | Shamwari                  | Suède            | 43.70    | 0.40          | 8.00             | 52.10  | 20.00  | 72.10 |
| 21                                  | Mark Kyle               | Coolio                    | Irlande          | 58.70    | 7.20          | 6.00             | 71.90  | 4.00   | 75.90 |
| 22                                  | Jessica Phoenix         | Exponential               | Canada           | 54.80    | 2.40          | 14.00            | 71.20  | 8.00   | 79.20 |
| 23                                  | Phillip Dutton          | Mystery Whisper           | États-Unis       | 44.30    | 2.80          | 23.00            | 70.10  | 11.00  | 81.10 |
| 24                                  | Lionel Guyon            | Nemetis de Lalou          | France           | 50.90    | 20.00         | 0.00             | 70.90  | 21.00  | 91.90 |
| 25                                  | Ingrid Klimke           | Butts Abraxxas            | Allemagne        | 39.30    | 0.00          | 9.00             | 48.30  | WD     |       |
| 26                                  | Dirk Schrade            | King Artus                | Allemagne        | 39.80    | 10.80         | 0.00             | 50.60  |        |       |
| 27                                  | William Fox-Pitt        | Lionheart                 | Grande-Bretagne  | 44.10    | 9.20          | 0.00             | 53.30  |        |       |
| 28                                  | Nicola Wilson           | Opposition Buzz           | Grande-Bretagne  | 51.70    | 0.00          | 4.00             | 55.70  |        |       |
| 29                                  | Caroline Powell         | Lenamore                  | Nouvelle-Zélande | 52.20    | 1.60          | 4.00             | 57.80  |        |       |
| 30                                  | Malin Petersen          | Sofarsogood               | Suède            | 60.40    | 0.80          | 6.00             | 67.20  |        |       |
| 31                                  | Peter Thomsen           | Barny                     | Allemagne        | 58.50    | 5.20          | 8.00             | 71.70  |        |       |
| 32                                  | Jonelle Richards        | Flintstar                 | Nouvelle-Zélande | 56.70    | 6.00          | 9.00             | 71.70  |        |       |
| 33                                  | Andrew Heffernan        | Millthyne Corolla         | Pays-Bas         | 50.60    | 12.40         | 12.00            | 75.00  |        |       |
| 34                                  | Virginie Caulier        | Nepal du Sudre            | Belgique         | 48.30    | 21.20         | 9.00             | 78.50  |        |       |
| 35                                  | Lucinda Fredericks      | Flying Finish             | Australie        | 40.00    | 38.00         | 1.00             | 79.00  |        |       |
| 36                                  | Linda Algotsson         | La Fair                   | Suède            | 59.80    | 20.00         | 0.00             | 79.80  |        |       |
| 37                                  | William Coleman         | Twizzel                   | États-Unis       | 46.30    | 36.40         | 2.00             | 84.70  |        |       |
| 38                                  | Tim Lips                | Oncarlos                  | Pays-Bas         | 51.70    | 22.00         | 13.00            | 86.70  |        |       |
| 39                                  | Atsushi Negishi         | Pretty Darling            | Japon            | 50.40    | 25.60         | 12.00            | 88.00  |        |       |
| 40                                  | Tiana Courdray          | Ringwood Magister         | États-Unis       | 52.00    | 25.60         | 11.00            | 88.60  |        |       |
| 41                                  | Nina Ligon              | Butts Leon                | Thaïlande        | 53.90    | 16.00         | 22.00            | 91.90  |        |       |
| 42                                  | Ruy Fonseca             | Tom Bombadill Too         | Brésil           | 53.90    | 26.40         | 12.00            | 92.30  |        |       |
| 43                                  | Ronald Zabala-Goetschel | Master Rose               | Équateur         | 53.30    | 36.00         | 7.00             | 96.30  |        |       |
| 44                                  | Marcelo Tosi            | Eleda All Black           | Brésil           | 58.00    | 29.60         | 10.00            | 97.60  |        |       |
| 45                                  | Aurélien Kahn           | Cadiz                     | France           | 55.90    | 39.60         | 7.00             | 102.50 |        |       |
| 46                                  | Marcio Carvalho         | Josephine                 | Brésil           | 58.50    | 42.80         | 4.00             | 105.30 |        |       |
| 47                                  | Mikhail Nastenko        | Coolroy Piter             | Russie           | 59.80    | 52.00         | 2.00             | 113.80 |        |       |
| 48                                  | Toshiyuki Tanaka        | Marquis de Plescop        | Japon            | 55.0     | 60.00         | 4.00             | 119.00 |        |       |
| 49                                  | Alexander Peternell     | Asih                      | Afrique du Sud   | 70.40    | 46.00         | 7.00             | 123.40 |        |       |
| 50                                  | Denis Mesples           | Oregon de la Vigne        | France           | 61.50    | 45.00         | 19.00            | 126.50 |        |       |
| 51                                  | Samantha Albert         | Carraig Dubh              | Jamaïque         | 67.20    | 54.00         | 21.00            | 142.20 |        |       |
| 52                                  | Aliaksandr Faminou      | Pasians                   | Biélorussie      | 63.70    | 52.80         | 34.00            | 150.50 |        |       |
| 53                                  | Andrei Korshunov        | Fabiy                     | Russie           | 80.20    | 32.80         | 52.00            | 165.00 |        |       |
| 54                                  | Donatien Schauly        | Ocarina du Chanois        | France           | 44.40    | 9.20          | WD               |        |        |       |
| 55                                  | Boyd Martin             | Otis Barbotiere           | États-Unis       | 50.70    | 3.60          | WD               |        |        |       |
| 56                                  | Joris van Springel      | Lully des Aulnes          | Belgique         | 51.90    | 12.80         | WD               |        |        |       |
| 57                                  | Paweł Spisak            | Wag                       | Pologne          | 54.80    | 22.40         | WD               |        |        |       |
| 58                                  | Marc Rigouts            | Dunkas                    | Belgique         | 50.70    | 56.80         | WD               |        |        |       |
| 59                                  | Michelle Mueller        | Amistad                   | Canada           | 57.00    | 63.20         | WD               |        |        |       |
| —                                   | Yoshiaki Oiwa           | Noonday de Conde          | Japon            | 38.10    | EL            |                  |        |        |       |
| —                                   | Clayton Fredericks      | Bendigo                   | Australie        | 40.40    | EL            |                  |        |        |       |
| —                                   | Kenki Sato              | Chippieh                  | Japon            | 42.20    | EL            |                  |        |        |       |
| —                                   | Sam Griffiths           | Happy Times               | Australie        | 45.40    | EL            |                  |        |        |       |
| —                                   | Camilla Speirs          | Portersize Just A Jiff    | Irlande          | 47.60    | EL            |                  |        |        |       |
| —                                   | Hawley Bennett-Awad     | Gin & Juice               | Canada           | 48.70    | EL            |                  |        |        |       |
| —                                   | Rebecca Howard          | Riddle Master             | Canada           | 50.60    | EL            |                  |        |        |       |
| —                                   | Elaine Pen              | Vira                      | Pays-Bas         | 52.20    | EL            |                  |        |        |       |
| —                                   | Carl Bouckaert          | Cyrano Z                  | Belgique         | 53.50    | EL            |                  |        |        |       |
| —                                   | Takayuki Yumira         | Latina                    | Japon            | 58.50    | EL            |                  |        |        |       |
| —                                   | Michael Ryan            | Ballylynch Adventure      | Irlande          | 60.20    | EL            |                  |        |        |       |
| —                                   | Peter Barry             | Kilrodan Abbott           | Canada           | 61.70    | EL            |                  |        |        |       |
| —                                   | Alena Tseliapushkina    | Passat                    | Biélorussie      | 69.10    | EL            |                  |        |        |       |
| —                                   | Harald Ambros           | O-Feltiz                  | Autriche         | 69.50    | EL            |                  |        |        |       |
| —                                   | Serguei Fofanoff        | Barbara                   | Brésil           | 72.00    | EL            |                  |        |        |       |

## Sources
- Le site officiel du Comité international olympique
- Site officiel de Londres 2012